# Голям креслив орел
Големият креслив орел (Clanga clanga) е едра дневна граблива птица. Дължината на тялото му е 65 cm, размаха на крилете 160 и тежи 1200 – 1600 гр.

## Разпространение
Среща се в Европа (включително България), Азия и Африка. Обитава гористи местности с по-редки и високи дървета, равнини или речни и езерни крайбрежия изпъстрени с гористи участъци.

## Начин на живот и хранене
Прелетна птица. Много добре приспособим хищник, ловува по всички възможни начини плячката си, преследвайки я с летене, пикирайки отгоре и включително бягайки по земята. Храни се с всички видове дребни и средни по размер животни, като зайцевидни, мишки, птици, влечуги, земноводни и едри насекоми.

## Размножаване
Моногамни птици. Гнезденето започва през април когато се завръщат от зимуване. Използват всяка година едно и също гнездо, като го ремонтират преди това. Снася най-често едно, много рядко две яйца, като във втория случай по-слабото или късно излюпено малко умира. Мътенето продължава около 42 – 45 дни. Мътят и двамата родители. Малкото напуска гнездото след около 45 – 60 дни, но остава заедно с родителите си до края на есента.

## Природозащитен статут
- Червен списък на световнозастрашените видове (IUCN Red List) – Уязвим (Vulnerable VU)[3]
- На територията на България е рядък и защитен от закона вид.